# Marieta Morosina Priuli

Stemma Morosini

Marieta Morosina Priuli (Venezia, XVII secolo ... – ...; fl. XVII secolo) è stata una compositrice italiana.

## Biografia
Nacque a Venezia nella famiglia Morosina. Nel 1665 la Priuli pubblicò una raccolta di opere dedicata all'imperatrice vedova asburgica Eleonora intitolata Balletti e correnti. Comprendeva cinque serie di pezzi per tre strumenti a corda e clavicembalo continuo e otto correnti.
Sono note solo due donne italiane di questo periodo che abbiano pubblicato musica strumentale. Ognuna di loro ha pubblicato una sola raccolta in questo campo. Balletti e correnti della Priuli era una di queste collezioni. L'altra era Opus 16 di Isabella Leonarda.